# Pirapora
Pirapora là một đô thị thuộc bang Minas Gerais, Brasil. Đô thị này có diện tích 575,46 km², dân số năm 2007 là 51636 người, mật độ 89,73 người/km².